# Szczęśliwego Nowego Roku (film 1987)
Szczęśliwego Nowego Roku – amerykańska komedia kryminalna z 1987 roku. Remake filmu Claude’a Leloucha z 1973 roku.

## Główne role
- Peter Falk – Nick
- Charles Durning – Charlie
- Tom Courtenay – Edward Saunders
- Joan Copeland – Sunny Felix
- Tracy Brooks Swope – Nina
- Wendy Hughes – Carolyn
- Bruce Malmuth - Porucznik policji
- Daniel Gerroll - Kurator
- Clarence Thomas - Warden
- Ruben Rabasa - Maitre D'

i inni.

## Nagrody i nominacje
Oscary za rok 1987
- Najlepsza charakteryzacja – Robert Laden (nominacja)